# Karlo Košuta
Karlo Košuta (tudi Carlo Cossutta), slovenski operni pevec, * 8. maj 1932, Križ, Trst, † 22. januar 2000, Videm, Furlanija.

## Življenje
Osnovno šolo je obiskoval v Križu, nato dva letnika nižje gimnazije v Trstu. Po odhodu v Argentino (1948) se je tam sprva zaposlil kot mizar. Leta 1950 se je vpisal v glasbeno šolo opernega gledališča Colón v Buenos Airesu. Po končani šoli se je leta 1958 zaposlil v gledališču Colón, ter kot tenorist nastopal v Argentini in opernih središčih po vsem svetu. Po mnenju kritike je bil eden največjih dramatičnih tenoristov na svetu. Nastopal je v vodilnih vlogah v Trubadurju, Otellu, Deklici divjega zapada, Don Carlosu, Moči usode, Borisu Godunovu, Aidi in drugih operah.
Leta 1989 je nastopil v Ljubljani kot Otello.